# 杜珣
杜珣（？年—？年），陝西省西安府長安縣（今屬西安市）人，清朝政治人物。

## 生平
康熙十七年（1678年）戊午鄉試舉人。
康熙二十一年（1682年）壬戌科第三甲第一百五名同進士出身。
三十年（1691年）授廣東東莞縣知縣。
三十七年（1698年）離任。

## 家族
父杜希旦，順治六年進士，江西南城縣知縣。